# Christopher Tärnström
Christoffer Tärnström (Funbo, província d'Uppland 1711 - Pulo Condor 1746), va ser el primer dels Apòstols de Linnaeus.
Tärnström va exercir el càrrec de pastor luterà al vaixell Calmar de la Ostindiska kompaniet. El febrer de 1746 embarcà cap a la Xina. Tenia diversos encàrrecs de recollir diversos espècimens d'animals i de plantes però Tärnström morí per la febre a l'illa Pulo Condor del Vietnam el desembre de 1746.
Tärnström va escriure un diari sobre el seu viatge titulat: En resa mellan Europa och sydostasien år 1746.

## Epòmins
Gèneres
- (Pentaphylacaceae) Ternstroemia (L.) Mutis ex L.f.[1]
- (Theaceae) Ternstroemiopsis Urb.[2]